# José Miguel de Portugal e Castro, 3.º marquês de Valença
José Miguel João de Portugal e Castro, 3.º marquês de Valença e 9.º conde de Vimioso (n. 1706) era um nobre português do século XVIII. Era filho de Francisco de Paula e Francisca Rosa de Menezes. Serviu em vários cargos notórios no Reino de Portugal como o de presidente da Mesa de Consciência e Ordens e deputado da Junta dos Três Estados. Também foi escritor em prosa e verso e membro da Academia Real da História Portuguesa. Em 1741, publicou o panegírico Vida do Infante D. Luís. 
Era pai de Fernando José e Afonso Miguel.